# Pueblo Brugo

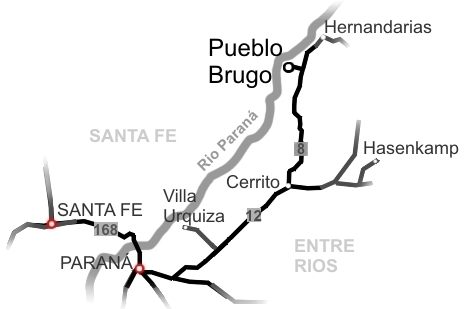
Accès à Pueblo Brugo

Pueblo Brugo est une localité rurale argentine située dans le département de Paraná et dans la province d'Entre Ríos.

## Démographie
La population de la localité, c'est-à-dire sans tenir compte de la zone rurale, était de 555 habitants en 1991 et de 590 en 2001. La population territoriale de compétence du conseil d'administration était de 619 habitants en 2001 et de 946 en 2010.

## Histoire
Selon les références des anciens colons, l'origine de cette localité est due à l'exploitation du port. Au début, en raison de sa zone rocheuse, on l'appelait Puerto Piedras, un endroit rude et rocheux. Son fondateur, Carlos Antonio Brugo, a acheté à Enrique Tabossi le terrain sur lequel cette localité allait être fondée. En 1879, on organise d'abord les parcelles rurales, puis on trace le plan de la ville, qui atteindra immédiatement un grand développement basé sur l'activité productive agricole de la colonie. Les hectares ont été défrichés par des bûcherons et les parcelles créées ont été données aux colons, puis une partie des terres a été donnée pour créer des institutions.
La date de fondation de Pueblo Brugo, sans tenir compte du décret de fondation, qui est postérieur, remonte à 1887. Par décret du 20 août 1892 des gouverneurs Sabá Hernández la demande faite par Carlos Brugo pour l'approbation des plans de la Colonia Pueblo Brugo a été satisfaite.

« Ayant vu la requête de Don Carlos Brugo, demandant que la colonie qu'il a établie sur la côte du rio Paraná, dans le district d'Antonio Tomás de ce département, appelée "Pueblo Brugo", soit incluse dans les avantages accordés par la loi du 17 septembre 1888 et le décret réglementaire, et que le tracé de la ville et de la colonie nommées soit approuvé. »

.
En 1919, Francisco Bertozzi a fait le plan officiel avec le nom de Pueblo Brugo qui consistait en 8 blocs de longueur et de largeur égale disposés devant la rivière Paraná, cette zone est maintenue à ce jour.
Une fois sa reconnaissance légale obtenue, les premières institutions sont créées, la mairie et le commissaire aux ordres en 1893, un an plus tard le tribunal de paix, le registre civil et la préfecture navale argentine en 1906. La première école date de 1892, tandis qu'en 1899, il y avait une école primaire de deuxième année et en 1911, le bâtiment occupé aujourd'hui par l'école primaire mixte Miguel de Azcuénaga a été construit. Elle disposait également d'un centre social et d'une bibliothèque populaire fondés en 1905, qui possédaient une bibliothèque subventionnée par le gouvernement national.